# 末日危城3
《末日危城3》是動作角色扮演遊戲《末日危城系列》的第三作。经过3年的制作将原定于2011年5月开始发售该游戏，后来因不明原因官方决定推迟到6月发售。本次游戏制作方将于微软游戏工作室的Gas Powered Games换成了黑曜石娱乐来开发，发行商也从2K Games转于史克威尔艾尼克斯发行。而原系列的设计师Chris Taylor则担当该作的监制工作。
2008年6月，Chris Taylor曾透露出该游戏将要取消多人模组，而进行游戏整体简化为单人英雄。但预告片与官方网站上并没有要实行单人英雄的意思。
该游戏分为限定版与普通版两种形式发售，限定版中附送四件游戏道具。
此外，该作于2011年6月21日发行了DLC《地牢围攻3：太阳宝藏》。

## 剧情
艾柏王国的国王驾崩後，王国变得四分五裂，各派系之间的平衡被严重瓦解，作为王国残留下来的守护者将重整保护王国的第十军团，阻止邪恶势力的入侵。主角将与几个同伴一起穿越整个亚兰纳大陆，探索秘密，并施展华丽的魔法，挥起锋利的武器消灭弥漫整个亚兰纳大陆的邪恶生物，拯救危在旦夕的艾柏王国。

## 主角介绍
卢卡斯·蒙特巴隆（Lucas Montbarron）
前第十军团的骑士团团长的儿子，艾柏王国陷入混乱中而肩负着复兴第十军团骑士团，保卫王国与维护家族荣耀的重大使命。这些使命将注明他的一生不会得到安宁，职业为战士型的角色。
安捷莉（Anjali）
安捷莉是一名火焰之魂铸就的女性执政官，在艾柏王国崩溃时而无意继承了神之火种，为了发扬神火的意志而担当了创世之神后裔的圣职。她拥有人类与火元素这两种形态互换变身的能力。在人类形态时她擅长搏击和长矛的近战攻击，变身为火元素时擅长远距喷火，拥有威力强大的火焰魔法。自小被第十军团骑士团的团长收养。
莱恩巴尔特·马恩（Reinhart Manx）
自小生长于魔法师世家中，是个学术派的重量级大魔法师，擅长各式各样的超自然魔法。
卡特琳娜（Katarina）
父亲是前第十军团骑士团的团员之一。母亲则是游牧名族“雷斯卡基”族的族人。是一名魔法女枪手，最擅长远程攻击与战斗魔法。

## 游戏特点
- 與前兩代完全不同風格。人數縮水，幾乎直線。以前留下來的東西只剩駱馬。
- 《地牢围攻》系列中唯一的一部作品首次登陆高清对战平台。
- 玩家可以線上和朋友进行多人合作，也可以进行单人游戏。
- 史克威尔艾尼克斯和黑曜石游戏工作室携手打造的深入化游戏剧情。
- 玩家可以选择多种独一无二的特殊能力以及高自由度的角色形象打造。
- 玩家在冒险过程中可以在整个游戏世界中招募属于自己的手下。
- 玩家作出的选择与角色操作的表现将具有多种决定意义，可影响整个游戏的进程。

## 系列作品

### 游戏
- 末日危城
- 末日危城：亞蘭納傳奇
- 末日危城2
- 末日危城2：破碎的世界
- 末日危城：痛苦的王座
- 末日危城2：豪华版
- 末日危城3

### 电影
- 末日危城：王者之役

## 外部連結
- （英文）末日危城3 - 官方网站 （页面存档备份，存于）